# Saar Polygon

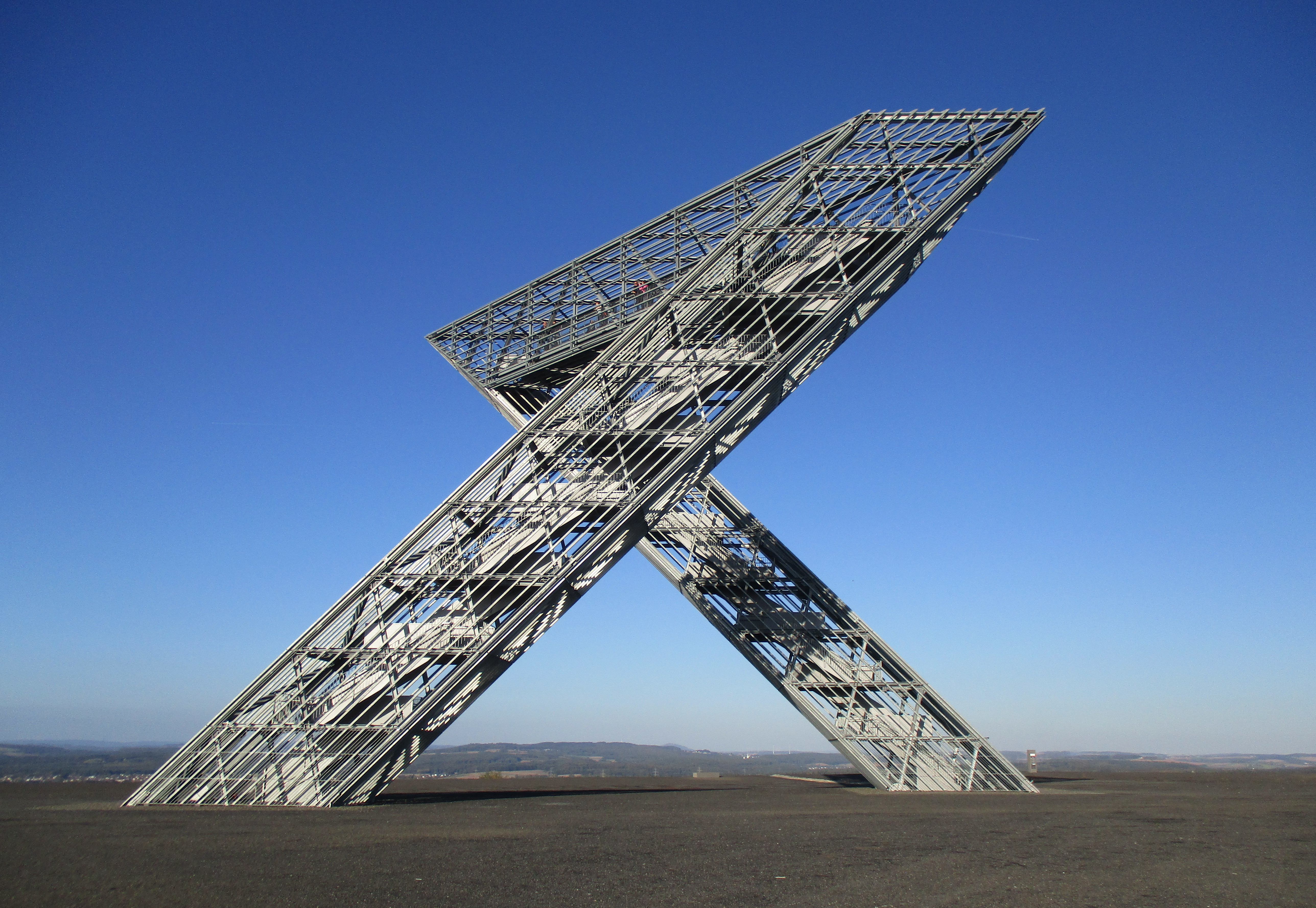
Le Saar Polygon.

Le Saar Polygon est un monument situé à Ensdorf commémorant l'extraction du charbon dans la Sarre qui s'est arrêtée en juin 2012.

## Distinctions
- International Ideas Competition (mai 2011) : 1er Prix[2]
- Ligue des architectes allemands (de) - Prix de l'architecture et l'urbanisme dans la Sarre (2017)[3]
- Industrieverband Feuerverzinken : Prix pour l'architecture et la conception en métal (2017)[4]